# Monomethylamine
Monomethylamine (doorgaans afgekort tot MMA) is een van de drie simpele methylamines, Het heeft de brutoformule CH5N. Het is een kleurloos, brandbaar gas met een sterke geur van rottende vis, die reeds bij een zeer kleine concentratie waarneembaar is. Het is goed oplosbaar in water. Monomethylamine wordt commercieel verhandeld in drukhouders, maar wordt ook geleverd als een oplossing van 40% MMA in water (een corrosief product).
Strikt genomen is de aanduiding "mono" in de naam van de stof niet noodzakelijk. Omdat de stof vaak in combinatie met di- en trimethylamine genoemd wordt, is het zeker in die context, om verwarring met de twee andere stoffen te voorkomen, gebruikelijk om "mono" wel aan de naam toe te voegen. Ook wordt "methylamine" vaak (slordig) gebruikt om willekeurig een van de stoffen mono-, di- of trimethylamine mee aan te duiden.

## Synthese
Monomethylamine wordt op industriële schaal voornamelijk geproduceerd door de reactie van ammoniak met methanol. Hierbij worden ook water, dimethylamine en trimethylamine gevormd. Dit mengsel wordt in meerdere destillatiestappen gescheiden.

## Toepassingen
Monomethylamine is een basisproduct gebruikt voor de synthese van vele andere chemicaliën, zowel tussenproducten als eindproducten (explosieven, pesticiden, farmaceutische stoffen). Hoewel het een goede organische base is, wordt het in de organische synthese slechts sporadisch toegepast vanwege de onhandelbaarheid van een gas in een laboratorium. Vaak wordt gekozen voor tri-ethylamine als alternatief.

## Toxicologie en veiligheid
Onder normale omstandigheden is monomethylamine een kleurloos en brandbaar gas. Het is zeer licht ontvlambaar en vormt gemakkelijk explosieve mengsels met lucht. Het is goed oplosbaar in water en methanol. De oplossing van monomethylamine in water is een sterke base, die hevig reageert met zuren en corrosief is ten opzichte van onder meer aluminium, koper en koperlegeringen, gegalvaniseerde oppervlakken en zink.
Monomethylamine heeft een zeer lage geurdrempel (enkele ppb). De stof irriteert de ogen en is traanverwekkend. Inademen van het gas leidt tot irritatie van neus en keel, hoesten, kortademigheid, hoofdpijn en ademnood. Bij blootstelling aan grotere concentraties (meer dan 100 ppm) kunnen er misselijkheid, braken, buikkrampen en diarree optreden. Ernstige blootstelling kan leiden tot longschade en longoedeem.